# MSP Batna
El MSP Batna es un equipo de fútbol de Argelia que juega en la Liga Interregional de Argelia, la cuarta división de fútbol en el país.

## Historia
Fue fundado en marzo de 1962 en la ciudad de Batna tras la independencia de Argelia.
Su primera aparición en el Campeonato Nacional de Argelia se dio en la temporada 1964-65 en donde terminaron en segundo lugar tres puntos detrás del CR Belcourt. En la siguiente temporada el club desciende de categoría al terminar en el lugar 13 entre 16 equipos.
Posteriormente el club estuvo vagando entre la segunda y tercera categoría, y pasaron 42 años para que el equipo regresara al Campeonato Nacional de Argelia, donde terminaron en el lugar 14. Lamentablemente el club desciende en la temporada siguiente al terminar en el lugar 17 entre 18 equipos.

## Palmarés
- Tercera División de Argelia: 3
  - 1981-82, 1999-00, 2004-05